# カイウサギ
カイウサギ（飼兎）は、ウサギの1種アナウサギ（Oryctolagus cuniculus）を原種とする家畜である。ペットとして家庭で飼育するものはイエウサギ（家兎）とも呼ぶ。
毛用、肉用、実験用動物やペットとして利用されている。

## 品種

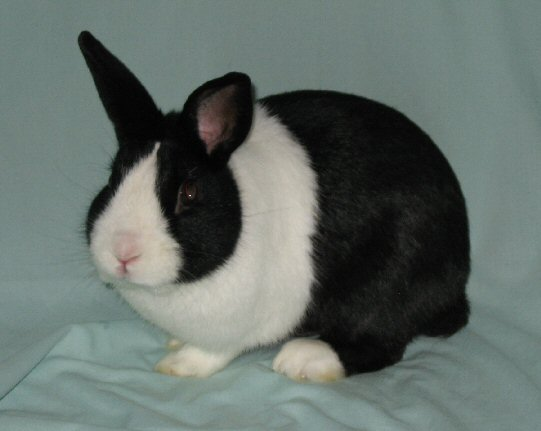
ダッチラビット

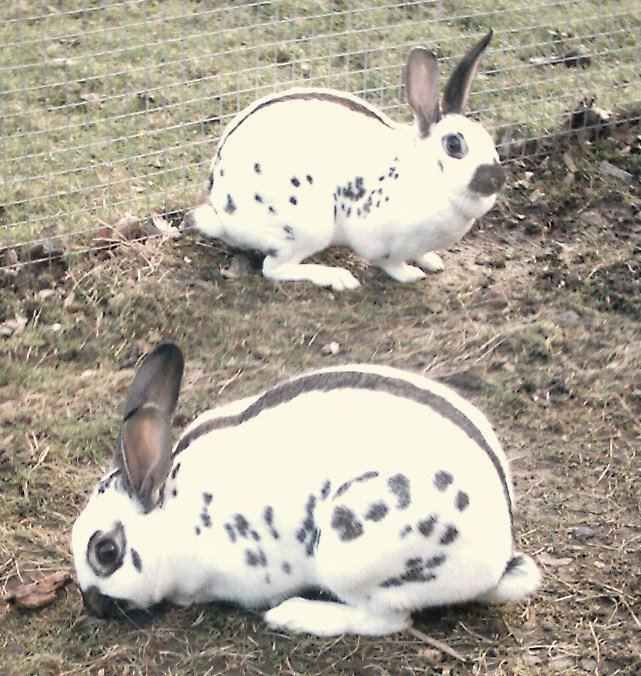
イングリッシュ・スポット

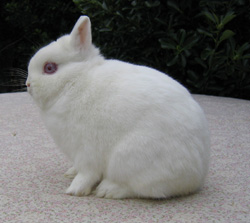
ポリッシュ（ポーリッシュ）ラビット

代表的な品種を紹介する。 一覧はウサギの品種一覧を参照。

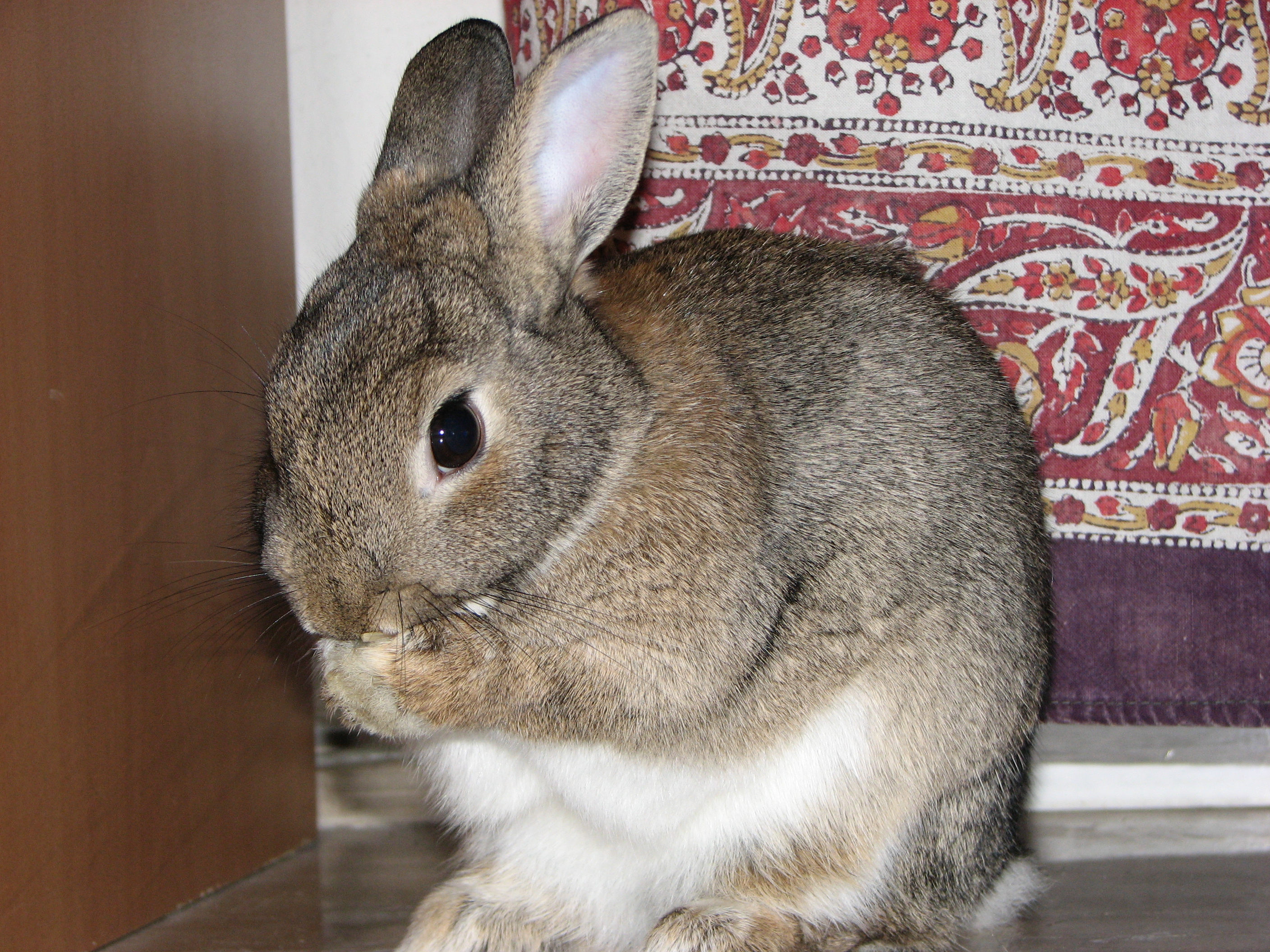
ネザーランド・ドワーフ
20世紀前半、オランダで小型のポーリッシュ種（体重: 0.45–0.91 kg）と小型の野生種アナウサギなどで交配された品種。短毛で小型のウサギ。人にあまり馴れない個体と友好的な個体がある。ほかの品種より小さいが、すべてのウサギと同様にとても活発で、運動したり動き回ったりするのに十分なスペースと広さを必要とする。
ドワーフ (dwarf) とは、オランダの「小型種（ドワーフ）」を意味する。一般的には「ピーターラビットのモデル」として販売されたりもするが、事実は、絵本の作者ポター（1866年 - 1943年）の死後、1948年英国に初めて輸入された品種である。生態モデルはポターが家で飼っていたペットのアナウサギがモデル。また、ペットショップ等で「ネザーランド」「ピーターラビット」等の品種として売られているウサギは、ほとんどがこのネザーランド・ドワーフの雑種である。

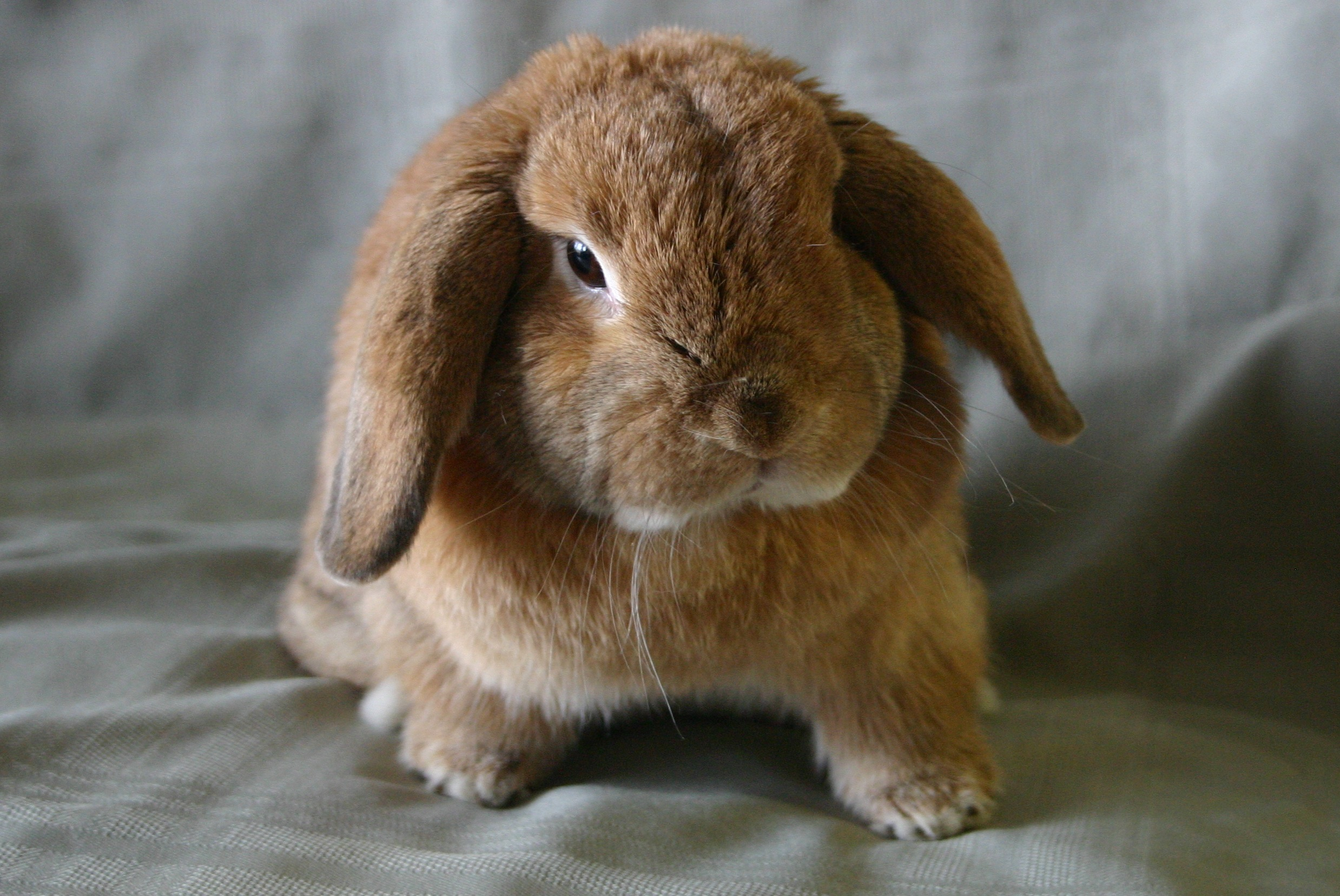
ロップイヤー
主な品種:ホーランド・ロップ（別名: ミニ・ロップ）、アメリカン・ファジー・ロップ、イングリッシュ・ロップ、フレンチ・ロップ
耳が大きく垂れているのが特徴。イングリッシュ・ロップ（体重: 4.5–5.0 kg）は、19世紀のビクトリア朝、イギリスで人為的に最初に選択的育種で改良された品種で、ロップ種の原種である。カイウサギの古い品種の1種とされる。この長い耳を保護するため、比較的大型のケージや小屋が必要である。そして、この大きな長い耳のため、ほかのカイウサギ種より体温調整が難しい品種で知られている。本来は中型のウサギであるが、品種改良された関連品種に、オランダ原産のホーランド・ロップ（体重: 0.91–1.36 kg）や長毛種でアメリカ原産のアメリカン・ファジー・ロップ（体重: 1.4–1.8 kg）のように小型になっているものも多い。フランス原産のフレンチ・ロップ（体重: 4.5 kg）は、イングリッシュ・ロップにフレミッシュジャイアントとホーランドロップを交配した品種。ロップ種は、ほかの品種と比べて顔が丸い。性格はおとなしく、好奇心があり、人にもよく懐く。
ドワーフ・ホト (英語版)

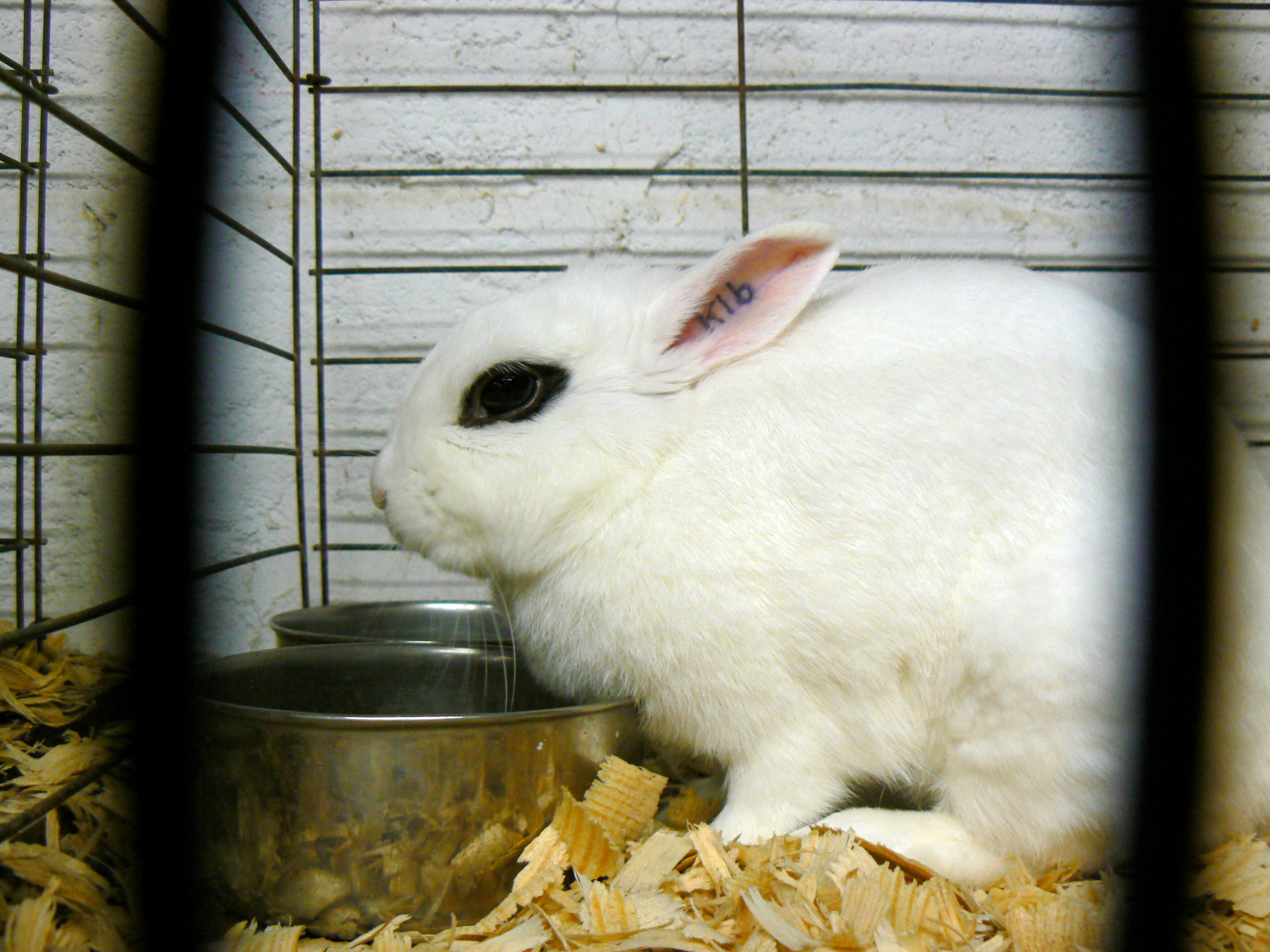
ドワーフホト

目の周りに特徴のあるアイラインを持つ小型のウサギ。体重は 0.91–1.36 kg。原産国ドイツ。ドワーフホトの原種 Blanc de Hotot (英語版) は、中型で同様の黒いアイラインがある。1900年初期フランスで、食肉・毛皮用に品種改良された。ドイツのブリーダーが、Blanc de Hototとネザーランドドワーフ等を交配し小型化させ品種改良した。1984年、米国ラビットブリーダーズ協会 (ARBA) によりドワーフホトの黒いアイラインの品種は認定された。2006年、アイラインがチョコレート色のドワーフホトがARBAで認定される。性格など、ネザーランドドワーフにちかい。近年の品種である。
レッキス
短毛種だが毛の密度が濃く、ベルベットのような毛質で、毛皮用にも使用される中型のウサギ。体重は 2.7–4.5 kg。1919年、フランス原産。ウサギの中で、最も賢い品種と言われ、性格は穏やかで人に懐きやすく、人間とも一緒に遊ぶ。

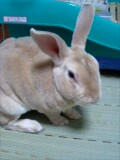
ミニレッキス
20世紀前半、最初にヨーロッパでレッキスとネザーランド・ドワーフを交配し小型に品種改良された。その後、アメリカに輸入され、品種改良。体重は 1.4–1.8 kg。レッキスより活発だが、その他の性格・気質などは類似する。色々な毛色の品種が存在する。
アンゴラ
主な品種:イングリッシュ・アンゴラ、フレンチ・アンゴラ、サテン・アンゴラ、ジャイアント・アンゴラ

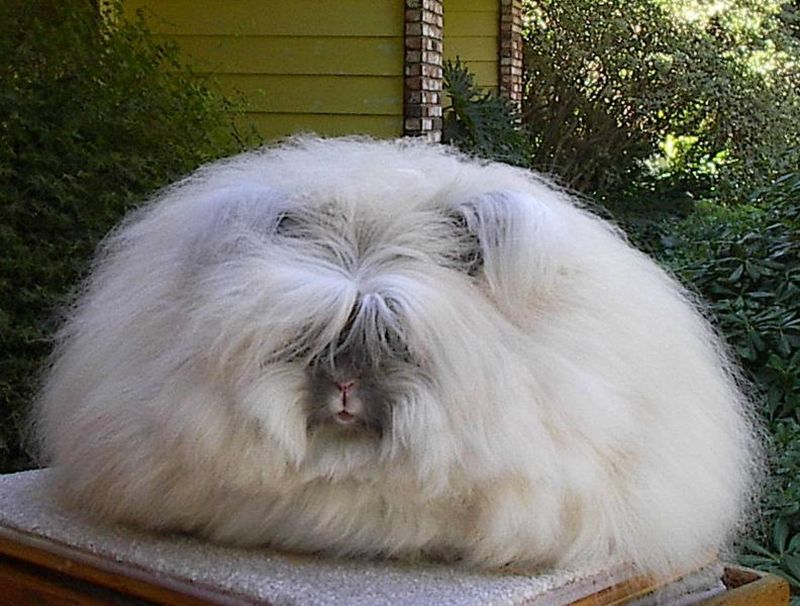
イングリッシュ・アンゴラ

原種はアンカラ地方（現トルコ）のウサギ。18世紀なかば、フランス王室でウサギをペットとして飼うことが流行、19世紀後半にはヨーロッパ各国へその流れとともに輸入され現地で品種改良された。被毛を利用するため改良された長毛種。性格はおとなしく従順。

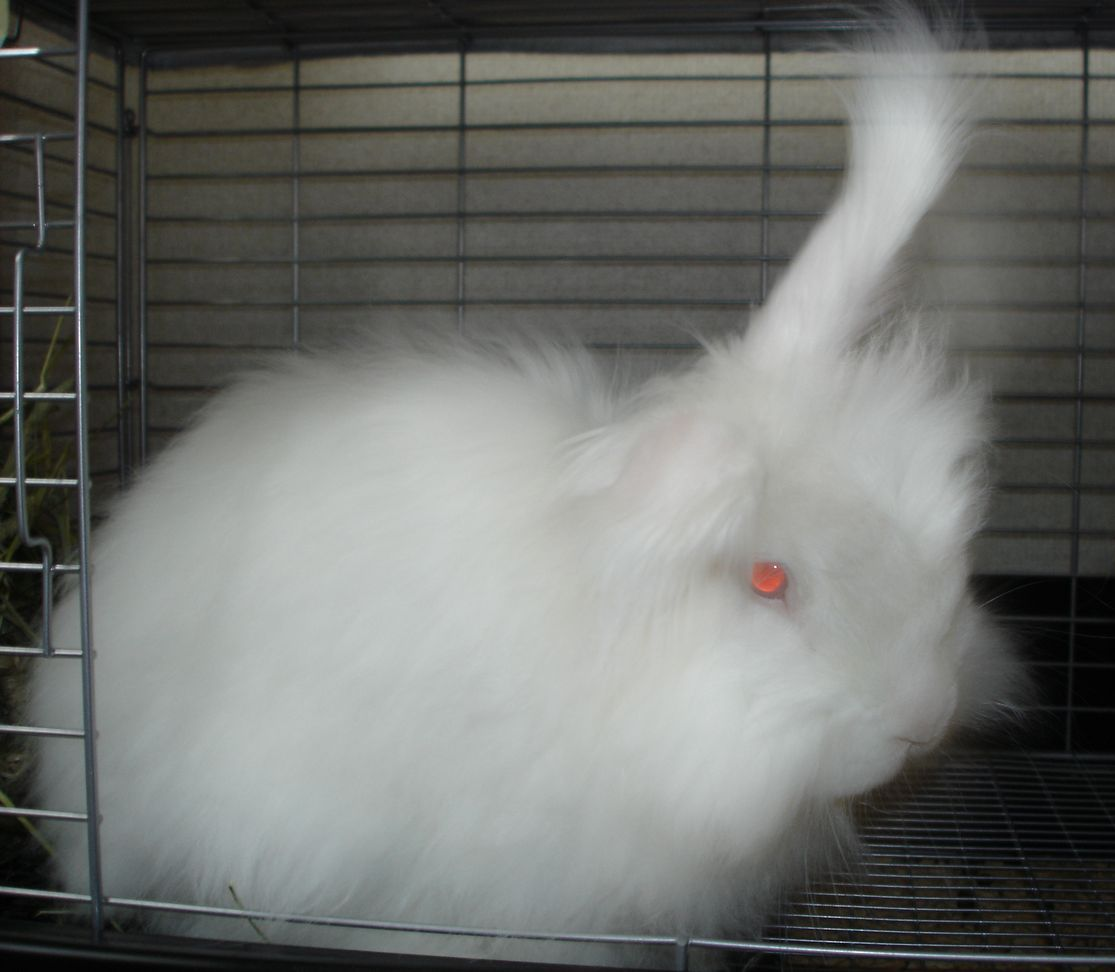
日本アンゴラ種

日本アンゴラ種は、日本で独自に改良された品種である。（独）家畜改良センター茨城牧場・長野支場において家畜遺伝資源の維持を目的として飼育（生体維持）されていたが、平成18年度から凍結受精卵新規導入による血統維持となり、現在、生体の飼育はされていない。しかし、その血統は、神戸市立六甲山牧場に受け継がれており、生体を見ることが可能である。また、販売も行われている。

ジャージーウーリー (英語版)
小型の長毛種。体重は 1.1–1.6 kg。長毛のため、定期的なブラッシングが必要。性格は従順的で、フレンドリーで人懐こくよく遊ぶ。1980年代、ネザーランド・ドワーフとフレンチ・アンゴラを交配した品種。名前の「ジャージー」は、ブリーダーの出身地名アメリカ、ニュージャージー州の米国内での俗語の呼び方。
日本白色種
ジャパニーズ・ホワイト (英: Japanese White Rabbit) とも呼ばれ、日本で古くから飼われていた中型の品種。アルビノのために目の赤い個体が多い。体重は 3-6kg。明治時代、輸入されたニュージーランド・ホワイト種と交配し作られたとされる。日本白色種（大型、中型、小型）は（独）家畜改良センター茨城牧場・長野支場において家畜遺伝資源の維持を目的として飼育されている。日本では実験用として最も多く利用される。個体によっては高価。
秋田改良種 ジャンボうさぎ
秋田県大仙市で品種改良された大型の種で、体重は 6-10kg にもなる。ジャンボうさぎ の通称を持つ。大正時代から品種改良が始まり、1946年（昭和21年） に品種として登録された。全国ジャンボうさぎフェスティバルでは品評会も開かれる。
ニュージーランド (英語版)
ニュージーランドという名前だが、原産国はアメリカ合衆国。大型種で、体重4.1–5.4 kg。食肉、毛皮、実験用動物、品評会用などに飼育される。ペットとしては、温厚な性質のウサギと知られている。色は4種類:白、黒、レッド（赤金色）、ブロークン（ミックスカラー）。チェコ原産のチェック・レッド・ラビットの先祖の1種は、赤金色のニュージーランド・レッドである。
フレミッシュ・ジャイアント (英語版)

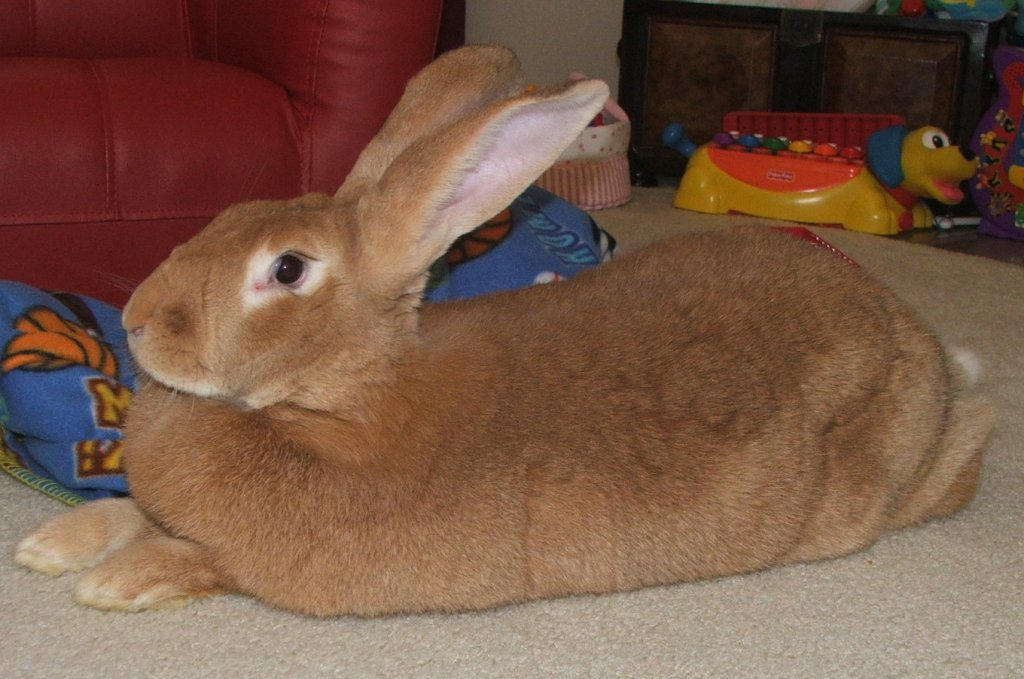
フレミッシュ・ジャイアント

ベルギー原産。ウサギのなかでもとくに巨大な大型種である。体重は 6.4–11.3 kg。性格は、寛大で従順だが、このようになるには頻繁に人間との関わりを持つことが必要。ほかのウサギと同様に、無責任で間違った扱い方をすれば突然怖がったり攻撃的になることもある。大型種を扱う際には背骨の配列に注意する必要がある。
チェッカード・ジャイアント (英語版)
原産はヨーロッパ。大型種で、体重は 5.0–5.4 kg。イギリスではジャイアント・パピヨンと呼ばれる。特徴的な体の模様は、イングリッシュ・スポットに類似する部分もある。胴体に蝶のような斑点模様があり、口・目の周りや耳は有色部分となる。ヨーロッパ種とアメリカ種のチェッカード・ジャイアントの模様は異なるが、同一品種とされている。とても活動的なウサギ種。
ベルジャン・ヘア (英語版)
大型で、体重は 3.6–4.5 kg。18世紀、最初にベルギーでカイウサギと野生のヨーロッパ・ウサギを交配し育種された。1874年イギリスに輸入され、外見は野生のイギリス・ウサギに似た形に品種改良された。とても賢く活発なウサギ種の1種と知られ、注意深い性質である。名前の「ヘア」は、外見がノウサギに類似することに由来し、種としてはアナウサギに属する。
ヒマラヤン (英語版)
ウサギの中で最古の品種の1つ 。原種の原産地は不明。目は赤く、足の先、耳、鼻、尻尾が黒色、他の所は全身白色。体重: 約 1.5–2 kg。 黒のヒマラヤンが原種とされ、青のヒマラヤンはのちに改良された品種。性格は、温厚で良い気質と知られている。
ダッチ (英語版)
鼻から額、首から前足の部分は白い毛で覆われ、耳の部分や胴体中心部分から後ろ足まで黒など他の毛色になっている。その模様パターンは、ジャイアントパンダに似ているため、別名パンダウサギとも呼ばれる。小 - 中型種で、体重は1.8–2.3 kg。
イギリス原産。1830年代、ベルギー経由で食肉用に輸入されたオランダ原産の The Petit Brabançon （のちに「The Hollander:オランダ（人、産）」とも言われた）と呼ばれるウサギが原種。イギリスのブリーダーが品種改良した。性格は、穏やか、従順的で賢く、ミニレッキスやヒマラヤとともに、フレンドリーな性質から飼いやすい品種として知られている。
ライオンヘッド (英語版)
日本ではライオン・ラビットやライオン・ドワーフとも呼ばれる。顔のまわりに、ライオンのたてがみのような長い毛があるのが特徴。原種はベルギー。ミニチュア・スイス・フォックス種とネザーランド・ドワーフ種を交配し改良された。良い気質で活発だが、しばし臆病になったりもする。ネザーランド・ドワーフに似た性格を持つ。関連品種にライオン・ロップ（垂れ耳でイギリス原産）などがある。
イングリッシュ・スポット (英語版)
19世紀にイギリスで選択的な育種によりつくられた。平均体重 2.3–3.6 kgの中型種。象徴的な特徴は、体にある蝶のようなスポット状の斑模様、アイライン、頬の斑点、有色の耳の部分など。オリジナルの原種は不明。しかしイングリッシュ・バタフライではないかとされる。体系や模様が類似するチェッカード・ジャイアントも関連種と考えられている。イギリスでは、1885年代から一般的な品種。好奇心旺盛でよく遊び、活発な気質で知られている。
ポーリッシュ（ポリッシュ） (英語版)
原産国はイギリス。光沢 (英: Polish) のある毛質から名付けられた。米国では ブリタニア・ペティート (英: Britannia Petite) とも呼ばれる。1884年初めて英国品評会に出品され、1912年頃、アメリカに輸入された。原種は、イギリスの一般的な白い小屋ウサギだが、正確な原種品種は不明。小型種で、体重は 0.45–0.91 kg。ネザーランド・ドワーフの改良に使用された品種で、その類似した容姿からもよく間違えられる。だが、ポーリッシュ種はいくらか大きく細身で、顔は丸くない。小さいがとても活発で賢く、好奇心が強いため、飽きさせないためにも定期的な運動は必要である。
なお、日本で ミニウサギ として流通しているものは、ブリーダーやペットショップが売買の便宜上に付けた名前であり、ミニウサギという独立した品種ではない。また、「ミニ」と名づけられてはいるが、交配した品種系統により、個体によっては成長すると中型 - 大型に育つ場合もある。

## 日本の飼育史

### 江戸時代以前
日本における飼育の始まりは、欧州等を原産とするアナウサギを改良して近世以降に輸入・飼育されるようになったものであるとされる。移入された時期は天文年間（16世紀前半）で、オランダ人がペットとして日本へ連れて来たと伝えられているが、正確な移入時期と経緯は確定されていない。
江戸時代中期には、ウサギを飼うことはある程度普及しており、人見必大著『本朝食鑑』では体毛が白色で赤い目をしたウサギが飼育され、人によく馴れることが書かれている。また、小野蘭山著『本草綱目啓蒙』や山本亡羊著『百品考』などには、ウサギが家で飼育されていることが書かれている。喜多川歌麿の浮世絵『浮世七ツ目合』にはペットとして飼われているウサギが描かれている。当時、ペットのウサギは高価だったため裕福な商人などが飼っていた。

### 明治時代のウサギブーム
明治になると愛玩用に耳の長い外国種のウサギがもてはやされた。1872年に在来と外国の混血から生まれた更紗模様のある種雄は200–600円で売られ、種付けは 2–3円/回であった。子ウサギはコロと呼ばれ10円以上の値が付いた。この流行はウサギバブルとも呼ばれる。空前のウサギ・ブームにより、販売や飼育に手を出して破産する者、珍しい高値な毛色に見せかけるために白毛の色を柿色に染めるなどして金儲けする詐欺、ウサギの売却価格をめぐった親子間の殺人事件などが起こり、社会問題にまで発展した。常軌を逸した熱狂を抑えるべく、行政は取り締まりを強化した。
- 1873年: 東京府（現・東京都）布達、兎取締ノ儀（1876年改正、兎取締規則）で頭数の届出、1羽1円の税金、無届1羽につき月2円の納入とされた。1879年に廃止。
- 1876年1月: 東京府が『「兎会集会」禁止条例』を発布し、大人数で集まりウサギを競売することを禁止した。ただし、法の目をかいくぐった闇取引も行われた[14]。
- たちいりハルコの漫画『パンク・ポンク』には、明治時代に導入された「兎取締ノ儀」と同様に飼っているウサギに対して課税をする詐欺行為のストーリーがある。

### 食肉用、毛皮用の飼育
明治中期より、貧しい農家のタンパク源として、また防寒具用の毛皮を得るための飼育のために、農家の副業としてウサギの飼育が盛んになった。品種改良も行われ、2-3kg 程度であった在来種に対し、大型の外国種を交雑することで 5kg を超えるウサギが開発された。日清戦争 （明治27年） や 日露戦争 （明治37年） が起こると、ウサギの肉と毛皮は軍事物資としても利用された。食糧の確保および兵士の防寒着のために飼育が奨励され、太平洋戦争中には、日本がアンゴラウサギの飼育頭数の世界一にもなった。
これらの飼育を通じて、白い体毛・赤い目という特徴を持つ「日本白色種」や、体毛の長い「日本アンゴラ種」等の、日本独自の品種が開発された。

### 戦後
戦後、小学校などで情操教育の一環として飼育が推奨され、全国に広まりをみせた。
実験動物として利用されるようになり、ウサギの耳は毛細血管を生きたまま観察しやすいことをから、薬品や化粧品の安全性の確認に用いられた。近年では動物実験に対する考え方の見直しの動きもある。
20世紀末ころより、ウサギの脂質代謝や冠動脈の動脈硬化病変の発生部位や病変、心機能がヒトに類似している（マウスやラットのそれはヒトと異なる）ため、メタボリックシンドローム、高脂血症、動脈硬化などの成人病の解明のためのモデル動物として注目され、現在も改良が続けられている。さらに、糖代謝異常（糖尿病）の研究のため他の成人病との関連から糖代謝異常（糖尿病）などのモデル動物としての改良も進められている。そのほか、動物工場として医療で有用な抗体作成に利用される。

## ペットの飼育
カイウサギ（ペット）として品種改良されたウサギは、人に慣れるといった特性を有し、トイレも躾しやすく、他のペット（猫や小動物、よく躾された犬）とも仲良くなれる。飼育方法と注意点は後述する。
適切で良い飼育環境の室内飼いの場合、8-12年、生きるといわれる。ウサギは体温調節が難しく、品種によっては、高温で体温が上がりすぎて屋外飼いに適さず死に至る事もある。しかし、犬猫と違い鳴かないからと言って、室内のケージに閉じ込めて置くのはウサギにとっては不健康な環境である。カイウサギ（ペット）の歴史が長い欧州などの欧米では、屋外のウサギ小屋で飼うのが一般的である。他の生物や人間と同様、日を浴びることは重要である。健康上の理由からも、ウサギが必要とするだけ日光浴をさせるべきだとされる。本来、自然界では日中、広大なテリトリーエリアを駆け回っている生態である。ウサギは、飛んだり走り回ったりすることがとても大好きで、ウサギを健康で幸せにするために運動は大変重要である。室内飼いの場合、運動不足から食欲低下やストレスや病気を招き、不本意な死に至らせない様、最低限サークルで囲った専用の飛び回れる十分なスペースを設けることが望ましい。住む環境が変わっただけで、個体により時には死んでしまう場合もある。とても繊細な動物でもある。草食動物のウサギは、外敵から身を守る特色の1つに、狙われない様に自分の弱さ・病気を見せないという我慢強さがある。しかしこのために、体調異変・病気・ストレスなど、飼い主が気づける頃には手遅れになっている事も多い。サークル飼いができずやむをえずケージ飼いをする際の注意点については後述。
抱かれることに慣れていないウサギは、安易に抱くとウサギが抱きかかえられることに恐怖心を持って本能的に暴れ蹴り出し、落下する場合がある。ウサギの骨はもろく、数十cmの高さからでも骨折する危険があり、ウサギが防衛で相手を蹴る行為もウサギ自身に危険で骨折したりする恐れもある。ウサギの骨折は回復困難である。正しいウサギの抱き方は、犬猫同様に片手で身体全体を抱え、もう一方の手でお尻を支える。ウサギの耳には神経が集中しており、生きているウサギの耳を持つ持ち方は、ウサギに苦痛を与える行為とされる。（耳を持つのは、狩猟や食肉用に殺したウサギを扱う場合である。）

### 食餌

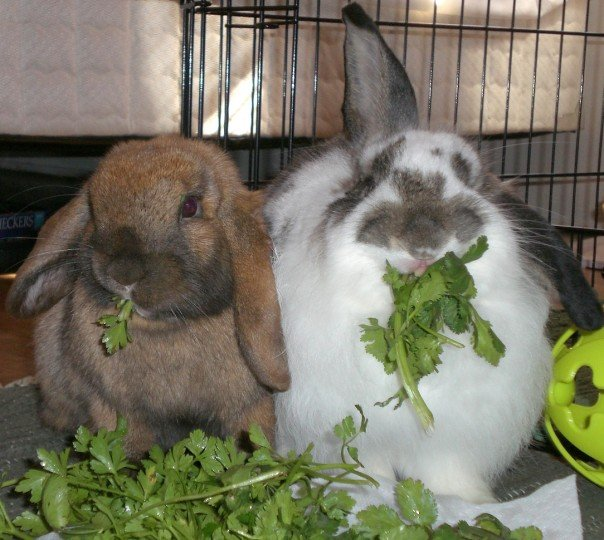
コエンドロの葉を食べるウサギ

カイウサギは新鮮な水、干し草（チモシー、オーツ等）と生野菜を主食とし、固形ペレットは補助食用として与えるのが望ましい。干し草は消化器官や胃腸の働きを助け毛玉症や胃腸内鬱滞などにかかりにくくするほか、不正咬合の予防にもなるためウサギにとって不可欠である。干し草は24時間食べ放題にし不定期に食せる状態にする。生野菜はよく洗い水気を切ったものを与える。野菜の種類によっては毒性のあるものや高糖分のものもある。毎日濃緑色あるいは濃黄色の野菜の中で異なる3–5種類を選ぶ。
ウサギの食糞行為は、正常な行為であり、新鮮であれば問題ない。

#### 与えてよい野菜・ハーブ
アルファルファの芽、ビーツの若葉、ブロッコリー、芽キャベツ、ニンジンの葉、コラードの若葉、エンダイブ、パセリ、ドクダミ、パクチ、コスチャ、ケール、キャベツの外側の葉、キイチゴの葉、カモジグサ類、シバムギ、エンドウのさや（エンドウではない）、びわの葉、カボチャ、カボチャの葉、タンポポの葉、カブの葉、アスパラガス、カリフラワーの茎・葉、小松菜、クローバー、ミントの葉、マスタードグリーン、オクラの葉、ペパーミントの葉、ピーマン、パプリカ（赤、黄、緑）、ラズベリーの葉、スクワッシュ、ズッキーニ、バターナッツ、ロメインレタス、ワイルドストロベリー、バジル、コリアンダーの葉、ヤロー（西洋ノコギリソウ）、コハコベ、ラベンダー、オレガノ、セージ、フェンネル、ディル、スイバなど。
絵本やアニメに登場するウサギはニンジンが好物として描かれることが多く、事実ニンジンの根はよく食べるが、高糖分なので時々与える程度にする。キャベツはガスを溜めるのであまり与え過ぎないほうがよい。

#### 与えてよい果物
リンゴ、ブラックベリー、ブルーベリー、パイナップル、メロン、パパイヤ、モモ、プラム、ナシ、ラズベリー、バナナ、イチゴ、ワイルドストロベリーなど。果物は基本的に高糖分なので普段は与えず病気のときなどに与えるとよい。

#### 与えてよい花
ひまわり、カレンデュラ（キンセンカ）、デージー（ヒナギク）、マリーゴールド、キンレンカ（ナスタチウム）、アザミ、シオン属、バラ、マーガレット、ゼラニウム、ルリジサ（ボリジ）など。農薬や他の化学製品が使用されていない場合に限る。

#### 避ける花・植物・ハーブ
アカシア、ヒヤシンス、スズラン、スノードロップ、チューリップ、アヤメ属、トリカブト、ポピー、ミゾカクシ属、ナツシロギク（フィーバーフュー）、デルフィニウム属、イチリンソウ属、ジギタリス、カキドオシ、クレマチス、など。

#### 毒性のある野菜・食品
アボカド、タマネギ、ニンニク、ニラ、ショウガ、ホウレンソウ、りんごの種、トマトの葉、ジャガイモの芽、カカオ（チョコレート、ココア）、カフェイン（コーヒー、紅茶、炭酸飲料水など）、塩分、糖分、香辛料、ナッツやタネ類（人間用）、生卵の白身、ルバーブ（葉の部分も）、などは中毒症状を引き起こす。

### ケージ飼い、サークル飼い

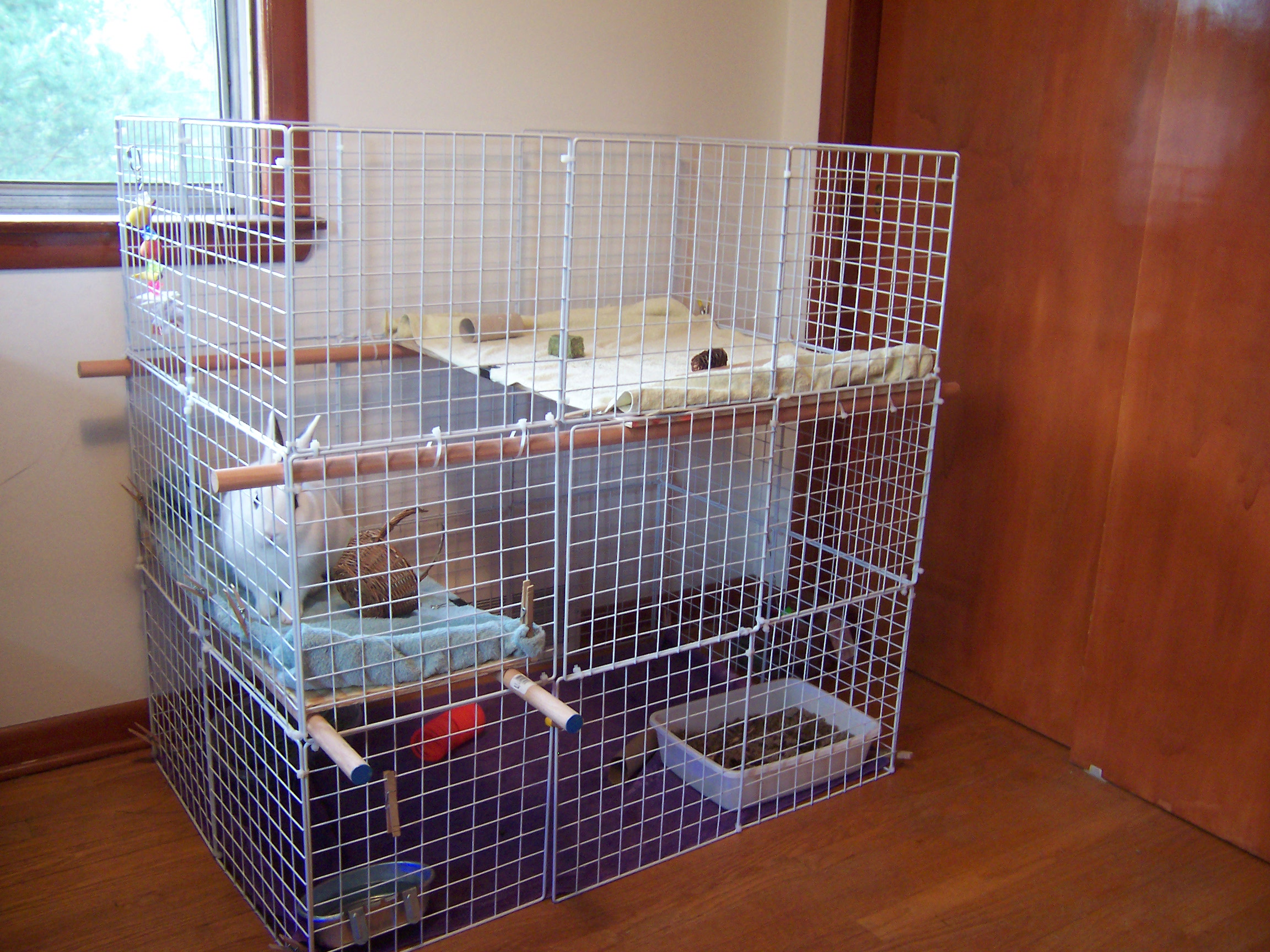
ハンドメイドのラビットケージ

ケージ飼いでは運動不足や食欲低下、ストレスを招くため、最低限サークルで囲った専用の飛び回れる十分なスペースを設けることが望ましい。ケージ飼いをするしかやむを得ない場合は、最低背伸びできる十分な高さがあり、横は十分に伸びて寝そべることができる、最小でも体長3倍程度の広さのあるものを選ぶことが必要。ケージ飼いの際は、毎日必ずケージから出して広い場所で最低数時間は飛び回り運動できる時間を与え、そして日光浴もさせるなどの配慮が望ましい。
サークルは、犬用など高さ70 cm以上あるものが望ましい。ウサギのジャンプ力は驚くべきもので 1 m は軽くジャンプする個体（小型種でも）も多いため、個体に合わせ安全性が確保できる高さのあるものを選ぶことが望ましい。サークルは8–10パネル続きのもの、もしくは2つのサークルをつなぎあわせるなどしてできる限り広い範囲で囲い走り回れるスペースを確保したい。床の汚れ、傷防止のためにラグ等を敷くと良い。サークル内には清潔な水、トイレ、24時間十分に食せる干し草、トンネル、かじったり掘ったりできる無着色の安全なおもちゃをいくつか入れることも忘れてはならない。大きなスペースを囲えない場合は、ケージ飼い同様に1日最低数時間は室内に解放し、広い場所で運動できる時間を設け、日光浴もさせる。

### 健康管理
新鮮な水が必要。専用フード（ペレット）や生野菜等の食餌以外に消化作用に大量の繊維質を必要とするため、牧草（ペット店で市販の干し草:チモシー、オーツ）は24時間食べ放題の状態にする必要がある。牧草を食すことで胃腸が常に動いている状態になるため、胃腸内鬱滞や毛玉症などの病気予防になり、お腹からガスを逃がす働きがある。また歯が常に伸びるウサギに多い不正交合の予防にもつながることから牧草と生野菜をウサギの主食として扱い、ペレットは補助食として扱う。
健康管理は毎日の掃除、運動、飼い主との交流時間以外に歯や糞のチェック、毛のブラッシング、定期的な爪切りなどをし毎日の健康チェックを行う。獣医を活用する場合、ウサギの専門獣医師による定期検診を行ったり（犬猫病院ではウサギを診られない医師が多いため、評判の良いウサギの専門獣医師を探す必要がある）、5歳以上で高齢になるため、5歳以上になったら定期検診時に年1回レントゲンと血液検査で健康状態を把握する事も可能ではある。
イヌやネコを飼うときの注意と同様、人間とは違って一度に複数個体が生まれるのが通常であることを考え、繁殖計画がないのであれば、雄雌を共に生活させないなどの注意をすること。去勢手術を行う場合は満1歳以上が好ましい。去勢によって無計画妊娠を防ぐ以外にウサギの健康状態を保つのに有効という考え方もある。イヌやネコの場合と同様に、去勢した個体は高齢になったときの子宮癌や睾丸の癌予防の効果が期待でき、スプレイ等の行為も軽減されることが多い。

### 単独飼いと多匹飼い

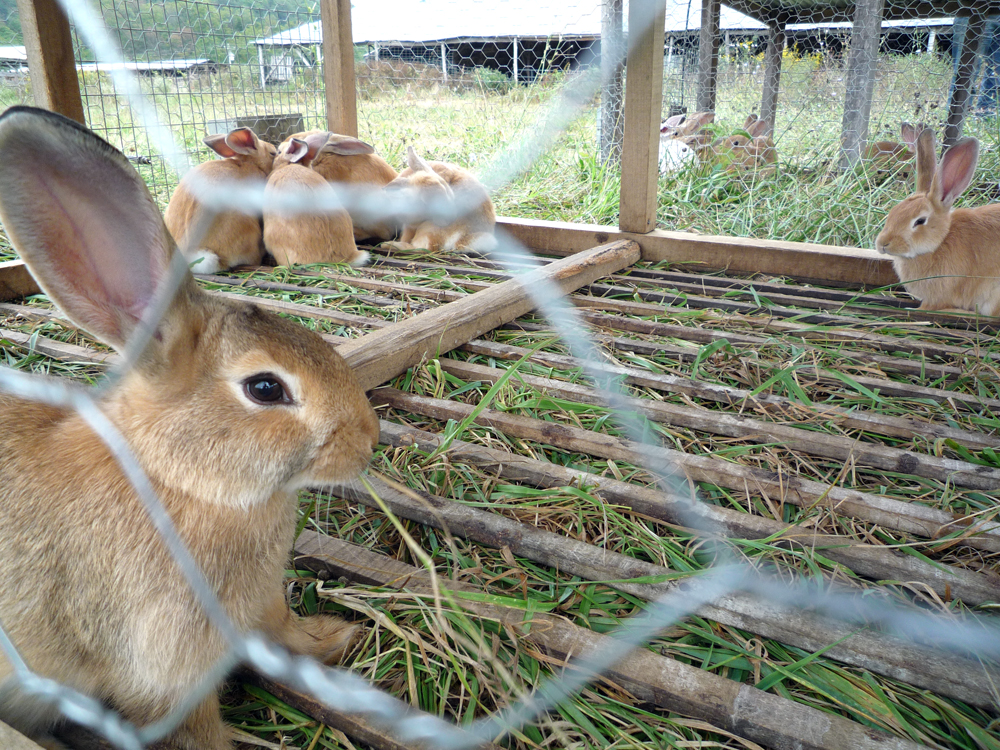
屋外飼育ウサギ小屋内、グルーミングするウサギ（奥）

本来、原種のアナウサギは群れを形成し生活する生態からも、多数飼いの場合、グルーミングをお互いがし合うため、病気予防につながり長生きしやすくなるといわれる。元々単独飼いしていたウサギに同居するウサギを増やしたい場合は、時間をかけてお互いを慣らす必要があり、いきなり一緒にするのは危険なので配慮する。お互いをケージ越しに置き2週間程度様子を窺う。この時、ケージは、お互いのウサギの歯や爪が相手に届かないように、必ず8–10cm離して置き、ウサギが暴れてもその隙間が狭くならないようにする。万が一ケージ越しに噛み付くと、その後の関係改善が困難になる。慣れた頃に、お互いの臭いがない場所に2分間程度一緒にする。喧嘩をするようであればすぐに引き離す。これを毎日少しずつ行い、徐々に時間を増やし、数週間繰り返していけば大抵の場合仲良くできる。また、いちど仲良くなったウサギを引き離すのは好ましくないとされる。顔合わせを開始した時点から2週間以上経っても喧嘩を繰り返すようであれば、相性が悪い場合がほとんどなので、検討する必要がある。無理に続ければお互いのストレスになりストローク等を引き起こす可能性がある。相性が悪い場合は、双方が接触しない場所を設け、単独飼いにする。

### 飼育上の注意
室内飼いの場合、電気コードやケーブル類や紙類、家具・柱など、ウサギは何でも噛むので気をつける。ストレスから、自分の毛を毟りとる行為をする。

## 野生化
人間に飼われていたウサギが野生化して繁殖している島や大陸がいくつかある。ウサギのペットブームを背景に、飼い主の都合で公園や川岸などに捨てられたペットのウサギが群れ、繁殖したケースもある。室内飼い専用の品種として販売されていても、野外で生き延びる場合がある。
 広島県大久野島
瀬戸内海にある広島県大久野島は別名を「うさぎ島」という。1970年代初頭に島外の小学校で飼われていたウサギがこの島に放されて繁殖したのだという。なお同島では戦時中に毒ガスの研究が行なわれていたが、そのための実験用ウサギが野生化したというのは都市伝説に過ぎない。実際には毒ガス関連処理の際に全羽殺処分されている。
 愛知県前島
愛知県幡豆郡の無人島である前島も、名鉄海上観光船によって数百羽のうさぎが放し飼いにされ、「うさぎ島」と呼ばれた。日本猿を放し飼いにされた「猿ヶ島」こと沖島とともに41年間にわたって観光航路となっていたが、1997年11月30日に両島をめぐる観光船は運航廃止となり、ウサギは各地の動物園に、猿は日本モンキーパークに引き取られた。
 オーストラリア
ここではウサギの野生化が環境問題として扱われている。
オーストラリア大陸では、哺乳類は始新世までは有袋類と単孔類、そして有胎盤類が共存していたが、その後になって有胎盤類が一度姿を消した。5500万年前に翼手目が、2800万年前にジュゴンや鰭脚類が、約5万年前にネズミ目が現れ始めたが、ウサギ類はこの時まだオーストラリアには現れていなかったとされる。
オーストラリアでは1859年に、ビクトリア州において食用やハンティングの目的で飼育ウサギを持ち込み、それを放獣したのが、ウサギ類の分布の始まりであるとされる。現在はタスマニア州を除く全州に分布している。ウサギが増えたわけであるが、気候が適していて、餌が豊富で、その上で人間以外の天敵の猛威がさほどでもなかったのである。農作物や牧場の牧草、土着の植物を食い荒らし土壌の流失の原因になったとして、ウサギが数々の固有種とニッチを競合すること等とともに問題視された。そのため、オーストラリアでは農作物を守るため、ウサギの侵入を防ぐ「ラビット・プルーフ・フェンス」が敷設されている。ウサギを駆逐するため盛んに捕獲したところ、ウサギ毛皮の売上高がもともとの特産である羊毛の売上高を上回るという皮肉な結果を招いた時期があった。最近では、ウサギを捕食対象とする野良ネコが繁殖する事態も生じている。いうまでもなく、このノラネコもウサギ同様、人間が持ち込んだものが野生化したものである。
 ニュージーランド
ニュージーランド島には、翼手目、鰭脚類を除けば哺乳類はいなかったとされ、当然ウサギもいなかった。

## ウサギの雑誌

### 刊行中
『うさぎと暮らす』
マガジンランド。
季刊誌（2月・5月・8月・11月発行）。日本では珍しいウサギの専門誌で、ウサギに関するQ&Aや生活情報、キャラクター情報を掲載する。老後のケア方法や食事、病気に関する記述も多く、自分のウサギ自慢をするコーナーもある 。
『うさぎの時間』
誠文堂新光社。
半年ごと（4月・10月）刊行のムック本。巻頭にはウサギを飼っている芸能人のインタビュー記事などが掲載される。

### 廃刊誌・休刊誌
『アニファ』
スタジオ・エス。
月刊誌。小動物専門の総合誌であったが、ウサギに関する役立つ記事が多く、海外のラビットショーに関する記事も掲載された。別冊でさらに詳しいウサギの専門雑誌も同社より発刊された。2008年12月26日発売号（2009年2月号 No.152）を最後に休刊になった。
『うさぎがピョン』
スタジオ・エス。
隔月誌（偶数月に発刊）。『アニファ』からウサギのみに特化した雑誌で、2007年4月に第1号（2007年6月 Vol.1）が発行され、2008年12月20日発売号（2009年2月 Vol.11）が最終号となった。